# Бельцкий район
Бе́льцкий райо́н (молд. raionul Bălți, молд. районул Бэлць) — административно-территориальная единица Молдавской ССР, существовавшая с 11 ноября 1940 года по 25 декабря 1962 года.

## История
Как и большинство районов Молдавской ССР, образован 11 ноября 1940 года, центр — город Бельцы. До 16 октября 1949 года находился в составе Бельцкого уезда, после упразднения уездного деления перешёл в непосредственное республиканское подчинение.
С 31 января 1952 года по 15 июня 1953 года район входил в состав Бельцкого округа, после упразднения окружного деления вновь перешёл в непосредственное республиканское подчинение.
25 декабря 1962 года Бельцкий район вместе с рядом других районов был ликвидирован, впоследствии его территория оказалась разделена между Дрокиевским, Лазовским, Рышканским и Фалештским районами. Город Бельцы стал самостоятельной административной единицей.

## Административное деление
По состоянию на 1 марта 1961 года в район входили 1 город (Бельцы) и 13 сельсоветов: Александренский, Елизаветовский, Куболтский, Маранденский, Моара де Пятрэ, Натальевский, Николаевский, Новоаснашанский, Пеленийский, Пырлицкий, Софийский, Стародобруджский и Стрымбский.